# Tegualda
Tegualda es un pequeño poblado del sur de Chile situado en la Región de Los Lagos, a 12 km al norte de Fresia, y a 31 km al oeste de Frutillar. Tiene una población de 657 habitantes según el censo de 2017.

## Descripción
Tiene una escuela, una capilla y una plaza en la cual están ubicadas la feria rural, un taller laboral y la oficina municipal. Tiene rutas pavimentadas hacia Fresia (V-46) y Frutillar (V-20).
En el mes de enero se celebra la fiesta costumbrista organizada por la Junta de Vecinos N.° 6 de Tegualda, en donde se puede probar gastronomía típica de la localidad, además de poder apreciar artesanías, juegos típicos, grupos folclóricos de canto y danza.
En el mes de febrero se celebra el aniversario de Tegualda, con actividades para elegir un reina o rey, que represente el pueblo.
También se realiza una feria de las lanas organizada por un grupo de mujeres emprendedoras en conjunto con la escuela San Andrés. En dicha actividad, se invita artesanos del sector y de otras comunas, para apreciar saberes y sabores, amenizada por el folklore y alumnos de la escuela que preparan números artísticos. Esta actividad se realiza en el gimnasio de la escuela. 